# Plateros australis
Plateros australis är en skalbaggsart som beskrevs av Green 1953. Plateros australis ingår i släktet Plateros och familjen rödvingebaggar. Inga underarter finns listade i Catalogue of Life.